# Atwater (Californie)
Pour les articles homonymes, voir Atwater.
Atwater est une municipalité située dans le comté de Merced, en Californie. Au recensement de 2010 sa population était de 28 168 habitants. Atwater est située à 37°21'15" Nord, 120°36'11" Ouest. Selon le Bureau de Recensement, la ville a une superficie totale de 15.8 km².
Le Castle Air Museum et Bloss Hospital se trouvent à Atwater.

## Démographie
| 1930 | 1940  | 1950  | 1960  | 1970   | 1980   |
| ---- | ----- | ----- | ----- | ------ | ------ |
| 917  | 1 235 | 2 856 | 7 318 | 11 640 | 17 530 |

| 1990   | 2000   | 2010   | - | - | - |
| ------ | ------ | ------ | - | - | - |
| 22 282 | 23 113 | 28 168 | - | - | - |